# Museo del pueblo

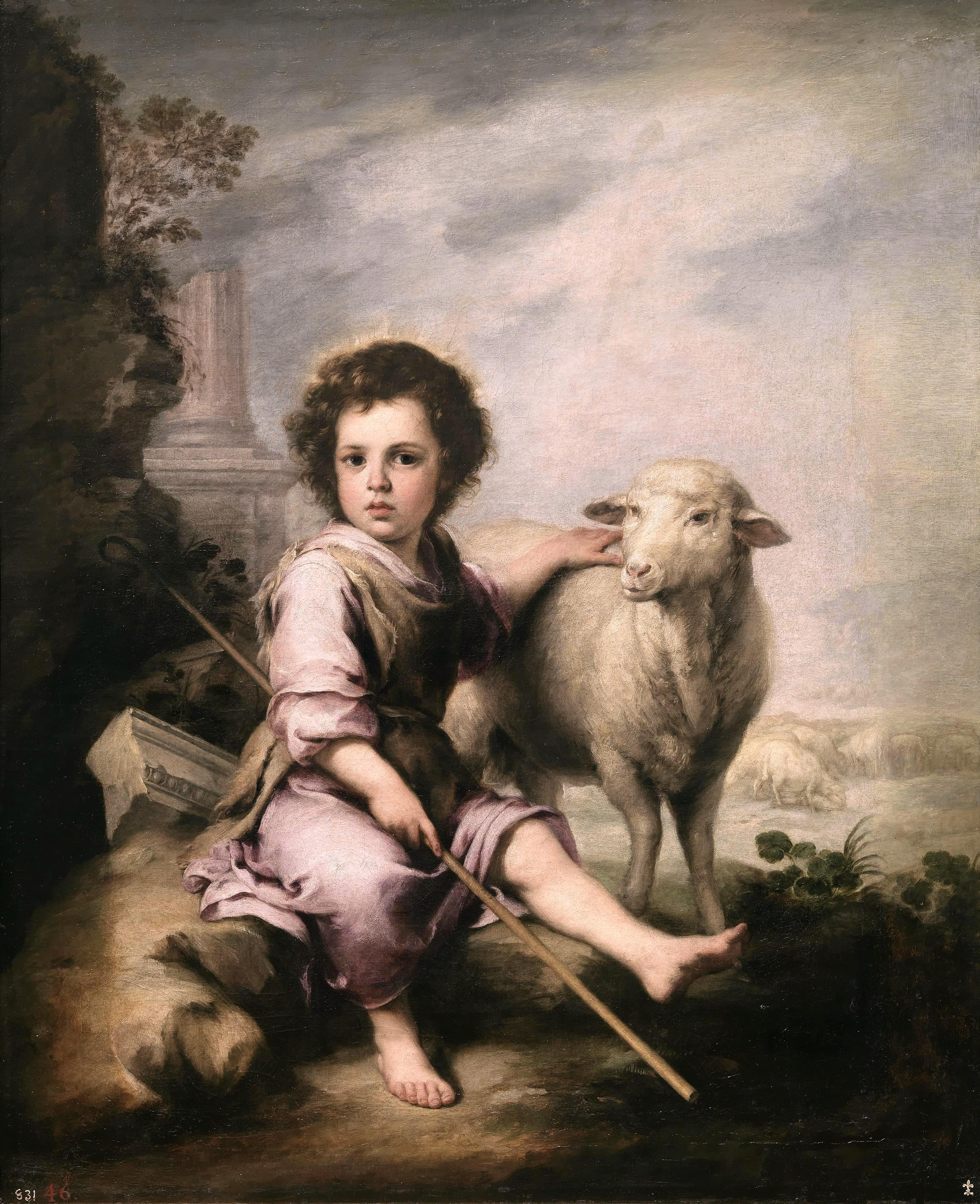
El Buen Pastor, original pintado por Murillo, hacia 1650; uno de los cuadros copiados e incluidos en el Museo circulante.

El Museo circulante o Museo del pueblo fue un museo itinerante español puesto en marcha durante la II República. Era uno de los proyectos desarrollados por las Misiones Pedagógicas, dentro de la extensa obra educativa de la Institución Libre de Enseñanza. Se inauguró el 29 de mayo de 1931 y cesó su actividad con el estallido de la guerra civil española.
Con el "museo circulante" se intentó acercar al pueblo llano la obra de grandes genios de la pintura, por medio de copias, algunas de ellas de tamaño similar al de los originales. Los más de 500 voluntarios con los que contaron para esta tarea vanguardista fueron llamados por el ilustre Juan Ramón Jiménez «los marineros del entusiasmo ». La idea era que tomasen conciencia de que aquel tesoro nacional también era suyo, aunque en condiciones normales nunca tuviesen la oportunidad de disfrutarlo.

## Historia
Con el encargo del gobierno republicano de «difundir la cultura general, la moderna orientación docente y la educación ciudadana en aldeas, villas y lugares, con especial atención a los intereses espirituales de la población rural», Manuel Bartolomé Cossío, presidente del Patronato de las Misiones Pedagógicas puso al frente del "Museo circulante" o "Museo del pueblo" a un puñado de pintores voluntarios (misioneros culturales), entre ellos: Ramón Gaya, Juan Bonafé, Ismael González de la Serna, Luis Blesa y Prats y Eduardo Vicente.  
Se llegaron a completar dos colecciones circulantes: la primera estaba integrada por catorce copias de cuadros del Museo del Prado, realizadas en su mayor parte por Bonafé, Gaya y Vicente. En la segunda, que incluía grabados de Francisco de Goya, y otras copias de obras de la Real Academia de San Fernando y el Museo Cerralbo, participaron además los pintores González de la Serna y Luis Blesa. La coordinación estuvo a cargo del murciano Ramón Gaya que junto a Antonio Sánchez Barbudo, Enrique Azcoaga y Luis Cernuda, oficiaban como guías (explicando los cuadros a los campesinos).

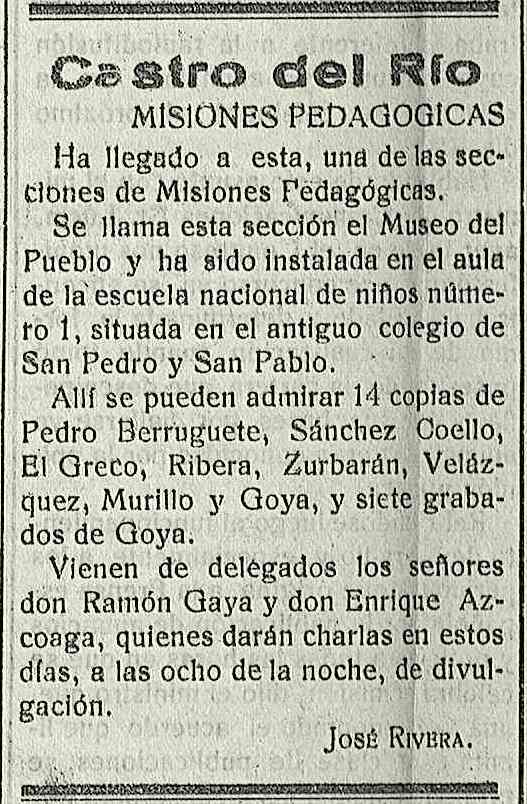
Misiones Pedagógicas en Castro del Río, Córdoba (anuncio de la visita del Museo del pueblo).

Los cuadros, bien embalados, eran transportados en un camión hasta los pueblos donde días antes se habían anunciado con carteles. Algunos miembros voluntarios preparaban el local para la exposición, y mientras duraba esta se daba información sobre los autores de las obras, y se atendían las preguntas o dudas de los asistentes. Por la mañana se visitaba el "museo" y por la noche se hacían proyecciones de otros cuadros. Cuando había presupuesto, la función se acompañaba de un gramófono, aparatos de proyecciones fijas o cine, y se regalaban fotografías de los cuadros en fototipia o huecograbado. Se intentaba que las exposiciones coincidiesen con fiestas o ferias locales y alcanzasen al menos una semana duración.
Entre los pintores de los cuadros originales estaban: Pedro Berruguete, Sánchez Coello, El Greco, José de Ribera, Diego Velázquez, Murillo y Goya.